# René Petitbon
 (décembre 2024).
Si vous disposez d'ouvrages ou d'articles de référence ou si vous connaissez des sites web de qualité traitant du thème abordé ici, merci de compléter l'article en donnant les références utiles à sa vérifiabilité et en les liant à la section « Notes et références ».
Jean Albert René Petitbon (Pau, 18 août 1902 - Paris, 2 février 1965) est un administrateur colonial français qui est gouverneur de la Polynésie française et du Somaliland français dans les années 1950.

## Biographie
René Petitbon est né à Pau en 1902. Il est le frère de l'écrivain Pierre-Henri Petitbon. Bachelier en lettres en 1923, il effectue son service militaire entre 1925 et 1926. Il enseigne ensuite dans les lycées de Saint-Étienne et de Clermont-Ferrand avant d'entrer à la Société des banques d'Alsace en 1928. Il devient directeur adjoint pour le Haut-Rhin en 1935, puis directeur général des Banques Populaires du Nord de la région parisienne de 1937 à 1944.
Résistant pendant l'occupation nazie, il est nommé préfet de l'Aube en 1944. L'année suivante, il s'installe en Algérie pour devenir préfet de Constantine, fonction qu'il occupe jusqu'en 1949. Il devient alors inspecteur général des affaires administratives en Afrique occidentale française. En 1950, il est nommé gouverneur de la Polynésie française, poste qu'il occupe jusqu'en 1954, date à laquelle il est nommé gouverneur du Somaliland français. Il reste en poste au Somaliland français jusqu'en 1957, puis travaille à nouveau en Algérie entre 1961 et 1962.
Il meurt à Paris en 1965 à l'âge de 62 ans.